# قرار مجلس الأمن التابع للأمم المتحدة رقم 1589
قرار مجلس الأمن التابع للأمم المتحدة رقم 1589، المتخذ بالإجماع في 24 آذار / مارس 2005، بعد إعادة التأكيد على جميع القرارات المتعلقة بالحالة في أفغانستان، ولا سيما القرار 1536 (2004)، مدد المجلس ولاية بعثة الأمم المتحدة لتقديم المساعدة إلى أفغانستان لفترة اثني عشر شهرًا حتى 24 مارس 2006.

## القرار

### أعمال
وجدد مجلس الأمن ولاية بعثة الأمم المتحدة لتقديم المساعدة إلى أفغانستان لمدة اثني عشر شهرا إضافية من تاريخ اتخاذ القرار الحالي. وحث السلطات الأفغانية على إجراء عملية انتخابية تمثيلية، مع التأكيد على أهمية الانتخابات المقبلة التي تتطلب المزيد من المساهمات في القوة الدولية للمساعدة الأمنية.
ورحب القرار بالتقدم المحرز في تشكيل البرلمان الأفغاني الجديد، والتقدم المحرز في برنامج نزع السلاح والتسريح وإعادة الإدماج والاستراتيجية الوطنية لمكافحة المخدرات. وفي غضون ذلك، رحب المجلس بجهود مكافحة الاتجار غير المشروع بالمخدرات من قبل السلطات الأفغانية. وطُلب من بعثة الأمم المتحدة لتقديم المساعدة إلى أفغانستان أن تواصل دعم تطوير نظام عدالة يتسم بالشفافية والإنصاف.
ودعا مجلس الأمن إلى احترام حقوق الإنسان والقانون الإنساني الدولي في جميع أنحاء أفغانستان، ودعا بعثة الأمم المتحدة لتقديم المساعدة في تنفيذ جوانب حقوق الإنسان في الدستور الأفغاني. وعلاوة على ذلك، رحب أعضاء المجلس بتطوير الجيش الوطني الأفغاني والشرطة الوطنية الأفغانية، بينما طُلب من القوة الدولية للمساعدة الأمنية، بما في ذلك عملية الحرية الدائمة، التصدي لخطر الإرهاب والعنف بين الفصائل والأنشطة الإجرامية في البلد.
وأخيراً، صدرت تعليمات للأمين العام كوفي عنان بتقديم تقارير منتظمة عن الوضع في أفغانستان والدور المستقبلي لبعثة الأمم المتحدة لتقديم المساعدة إلى أفغانستان.

## روابط خارجية
- نص القرار في undocs.org